# Дјано (Козенца)
Дјано је насеље у Италији у округу Козенца, региону Калабрија.
Према процени из 2011. у насељу је живело 257 становника. Насеље се налази на надморској висини од 604 м.